# Gerbera pterodonta
Gerbera pterodonta là một loài thực vật có hoa trong họ Cúc. Loài này được Y.C.Tseng mô tả khoa học đầu tiên năm 1986.